# Camponotus whitei
Camponotus whitei é uma espécie de inseto do gênero Camponotus, pertencente à família Formicidae.